# كريستوفر جونز (فنان قصص مصورة)
كريستوفر جونز (بالإنجليزية: Christopher Jones)‏ هو فنان قصص مصورة أمريكي، ولد في 14 أكتوبر 1969.